# EP-101

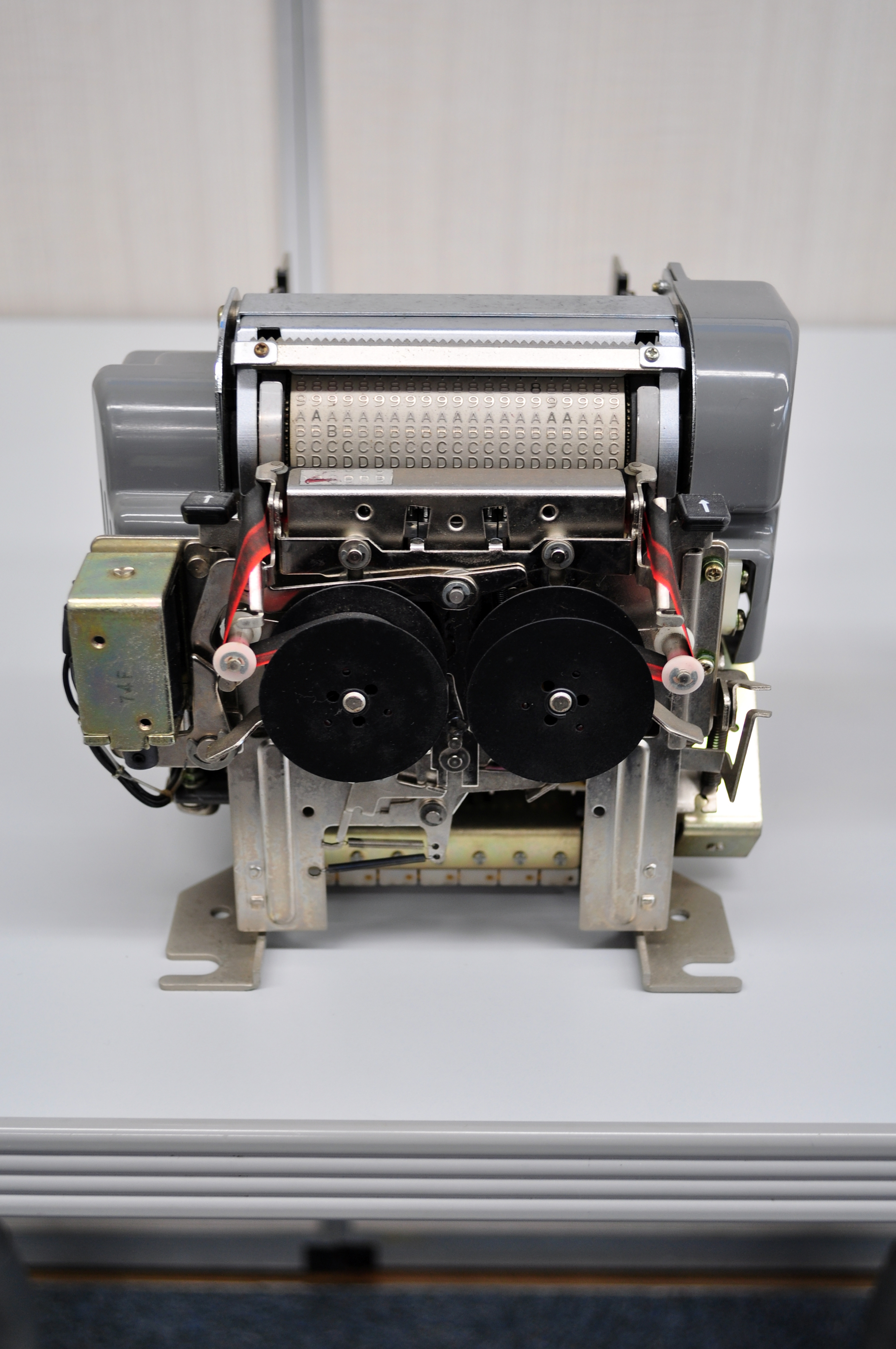
EP-101

EP-101（Electric Printer -101)は　1968年に販売された、後にEPSONの名称の由来にもなった、世界初の小型軽量デジタルプリンタである。
EPSON（当時の諏訪精工舎及び、その子会社の信州精器）により開発され、従来のプリンタの約20分の1のサイズを誇る。電池で作動するほどの省電力であり、これだけ((W)163.5×(D)135×(H)102mm)小型化されているにもかかわらず、構造のシンプルさから高い耐久性と信頼性を持っていたため国内外で高く評価された。
セイコーグループの一社として1964年に東京オリンピックの公式計時用に開発したプリンティングタイマーが誕生の契機となったとされる。当時卓上式の電卓がそろばんに代わってオフィスに導入されつつある時代であり、この電卓の計算結果を印字する装置としての小型プリンタの将来性に注目し、タイマー開発によって培われた製造技術を応用し4年の歳月を掛けて開発された。

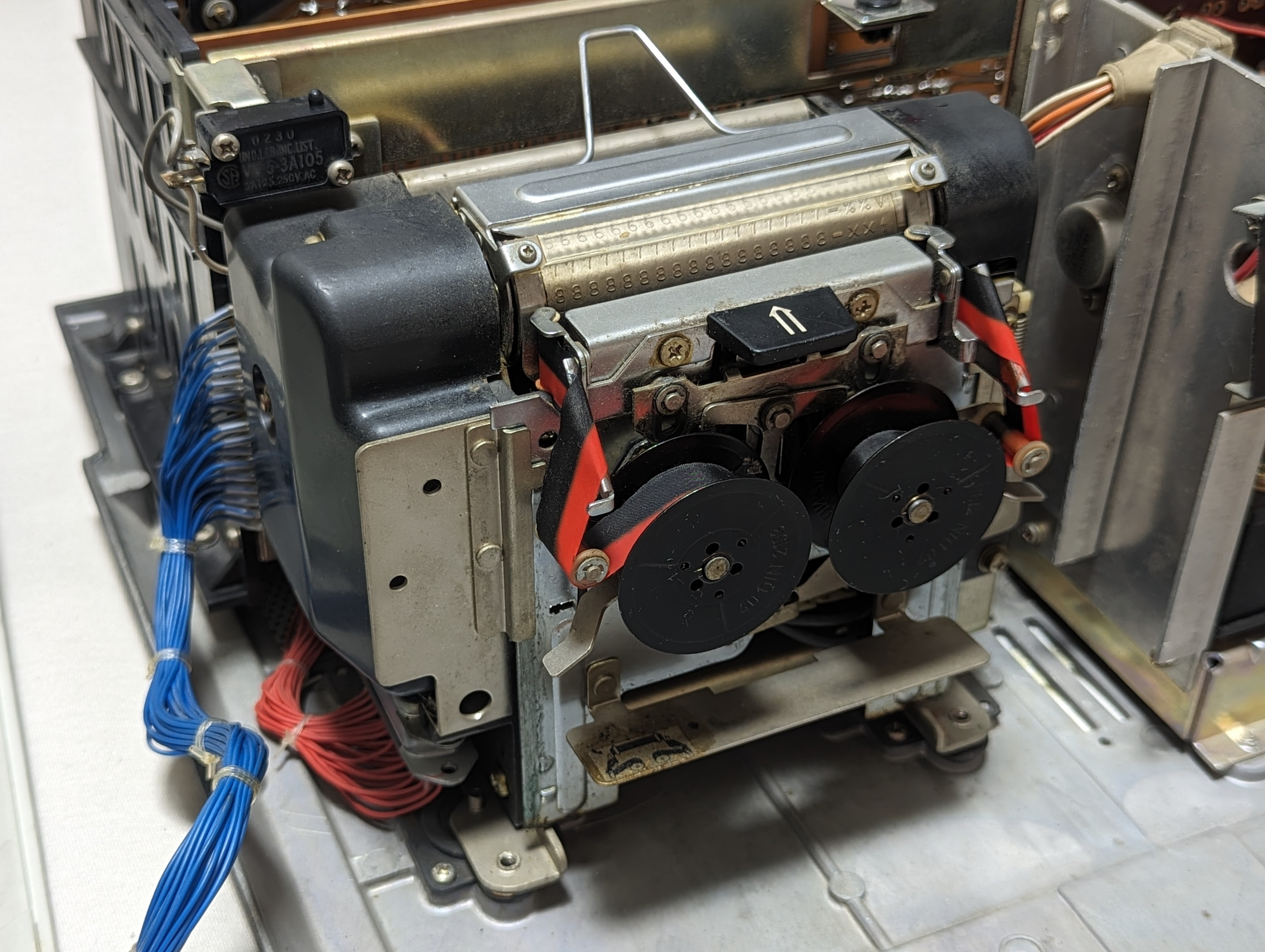
シャープ製計算機に組み込まれたEP-101

発売後 EP-101は累計販売台数144万台という大ヒットを記録した。この後セイコーグループではこのヒットが EP-101にとどまらず、その子供達（SON）もまた、世の中に広がっていくようにという意味を込めて、新たなブランド「EPSON」を立ち上げ、1982年このブランドは、信州精器の新社名として採用された。その後、諏訪精工舎と合併し現在のセイコーエプソンとなる。